# Myiodexia deserticola
Myiodexia deserticola är en tvåvingeart som beskrevs av Cortes och Campos 1971. Myiodexia deserticola ingår i släktet Myiodexia och familjen parasitflugor. Inga underarter finns listade i Catalogue of Life.